# أدب ياباني
الأدب الياباني القديم يتسم بِسِمَتَيْن: الأولى أن جانباً كبيراً منه كُتب باللغة الصينية، والثانية أن النساء أسهمن في إنتاجه إسهاماً بارزاً لم يسجِّل تاريخ الأدب العالمي نظيراً له عند أيّما شعب آخر.
تأثّرت الأعمال الباكرة للأدب الياباني بالتواصل الثقافي مع الصين والأدب الصيني، معظمها كُتبت باللغة الصينية الكلاسيكية. كان للأدب الهندي تأثير أيضًا خلال انفصال البوذية في اليابان. وفي الأخير، طوّر الأدب الياباني أسلوبه المنفصل، على الرغم من بقاء التأثّر بالأدب الصيني واللغة الصينية الكلاسيكية حتى نهاية فترة إيدو. منذ إعادة فتح الموانئ اليابانية للدبلوماسية والتجارة الغربية في القرن التاسع عشر، تأثّر الأدب الغربي والشرقي ببعضهما البعض تأثرًا كبيرًا وما زال حتى يومنا هذا.

## التاريخ

### أدب نارا (قبل عام 794)
قبل إدخال الكانجي من الصين، لم يمتلك اليابانيون نظامًا للكتابة. يُعتقد بأن الحروف الصينية جاءت إلى اليابان في البداية المبكّرة للقرن الخامس، جُلبت من قبل المهاجرين عن طريق اليابسة من أصولٍ كورية وصينيةٍ. اتّبعت أوّل النصوص اليابانية المبكّرة أسلوب الصينيين، قبل الانتقال التدريجي إلى الحروف الصينية المهجّنة المستخدمة في الصيغ النحوية اليابانية، فكانت النتيجة جملًا تبدو مثل اللغة الصينية إلا أنها كانت تُقرأ صوتيًا مثل اليابانية. عُدّلت الحروف الصينية أيضًا، بإنشاء ما يُعرف بمانيوغانا، الشكل المبكّر لكانا، أو نظام الكتابة المقطعية اليابانية. ابتُدعت أوّل الأعمال الأدبية اليابانية في فترة نارا. تضمّنت الكوجيكي (712)، دوّن السجل التاريخي أيضًا الأساطير اليابانية القديمة والأغاني الشعبية، خلال نيهون شوكي (720)، والذي هو سجلٌ كُتب باللغة الصينية وفُصّل به أكثر بكثير من كوجيكي، بالإضافة إلى مان يوشو (759)، وهو عبارة عن مقتطفاتٌ شعريةٌ. إحدى القصص التي وصفوها هي أوراشيما تارو.

### أدب هييآن (794-1185)

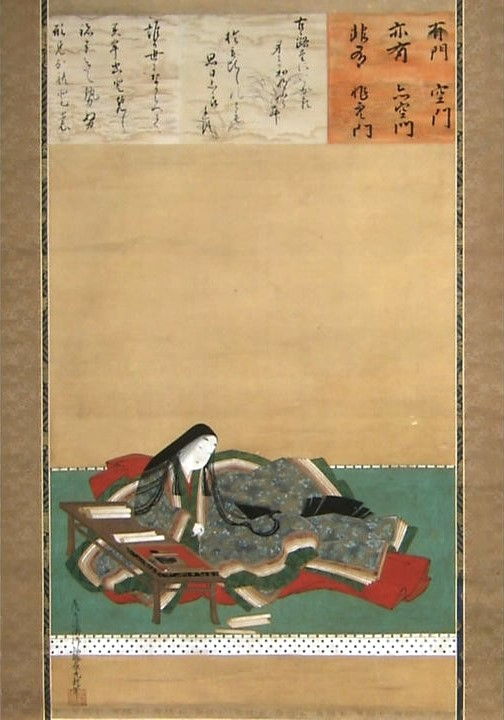
موراساكي شيكيبو مؤلفة «قصة غنجي» (源氏物語).

يُشار إلى فترة هييآن بأنها العصر الذهبي للفنون والأدب في التاريخ الياباني. خلال هذا العصر، ركّز الأدب على النخبة الثقافية للأرستقراطيين والرهبان. تحيّز البلاط الملكي بشكلٍ خاصّ للشعراء، إذا كان معظمهم من رجال الحاشية أو مساعدات الملكة. يعكس الجو الأرستقراطي، رقيّ الشعر وحنكته والتعبير عن المشاعر بأسلوبٍ منمّقٍ.  وسرعان ما أصبح تحرير المقتطفات الشعرية هواية وطنية. تعتبر قصيدة إيروها، واحدة من النظامين المعيارين لنظام الكتابة المقطعية اليابانية، والتي أُنشئت أيضًا خلال فترة هييآن الباكرة.
كُتبت غنجي مونوغاتاري (قصة غنجي)، في بداية القرن الحادي عشر من قبل امرأة تُسمى موراساكي شيكيبو، والتي تعتبر الرواية البارزة للقصص الخيالية في فترة هييآن. شملت الكتابات الأخرى المهمة في هذه الفترة كوكين واكاشو (905)، والمقتطفات الشعرية واكا، وماكورا نو سوشي (كتاب الوسادة) (990)، كتب كتاب الوسادة سي شوناغون، وعاصر ونوافس موراساكي شيكيبو، كان مثل مقالةٍ عن الحياة، والحب، وتسالي النبلاء في البلاط الإمبراطور. ومن القطع الأخرى الجديرة بالذكر من الأدب الياباني الخيالي هي كونجاكو مونوغاتاري، مجموعة من أكثر من ألف قصة في 31 مجلّد. يغطّي المجلّد قصصًا مختلفةً من الهند، والصين، واليابان.
يمكن اعتبار القصة اليابانية في القرن العاشر، تاكيتوري مونوغاتاري (قصة ذا بامبو كوتر)، مثالًا مبكّرًا على الخيال العلمي البدائي. كانت بطلة القصة، كاغويا هايم، أميرةً من القمر أرسلت للأرض من أجل المحافظة على سلامتها خلال حرب سماوية، وُجدت ورُفعت من خلال قاطع للخيزران. أُعيدت لاحقًا لعائلتها الفضائية من خلال توصيف وتصوير لشيءٍ طائر قرصي الشكل مشابهٍ للصحن الطائر.

### أدب كاماكورا موروماشي (1185-1603)
خلال فترة كاماكورا (1185-1333)، خضع اليابانيون لعدّة حروبٍ أهليةٍ أدّت إلى تطور مكانة المحاربين، والحكايات التالية للحرب، والحكايات التاريخية، وما ارتبط بها من قصص. برزت الأعمال في هذه الفترة بسبب أسلوبها الكئيب مقارنةً بالأعمال في العصور السابقة، مع مواضيع عن الحياة والموت، ونمط الحياة البسيط، والتضحية من خلال القتل. القصّة النموذجية هيك مونوتوغاري (قصة الهائيكي) (1371)، وهي سردٌ ملحمي للنضال بين عشيرتي ميناموتو وتايرا للسيطرة على اليابان في نهاية القرن الثاني عشر. تشمل القصص المهمّة الأخرى في هذه الفترة هوجوكي لكامو نو شومي (1212) وتسوريزورغوزا ليوشيدا كينكو (1331). على الرغم من تراجع أهمية البلاط الإمبراطوري، بقي الأدب الأرستقراطي مركز الثقافة اليابانية في بداية فترة كاماكورا. شهدت هذه الفترة أيضًا حركة تجديد للشعر، من خلال تأليف عدد من المقتطفات، مثل شين كوكين واكاشو المؤلفة في مطلع القرن الثالث عشر. وعلى أي حال، كان هنالك عدد قليل من الأعمال الجديرة بالذكر من مؤلّفاتٍ إناثٍ في تلك الفترة، الأمر الذي يعكس تدنّي أوضاع المرأة.
بالتزامن مع استمرار تراجع أهمية البلاط الملكي، كانت الميّزة الأساسية لأدب موروماشي انتشار النشاط الثقافي خلال كل مستويات المجتمع. إذ أن أدب البلاط الكلاسيكي، الذي كان النقطة المركزية للأدب الياباني حتى هذه النقطة، اختفى تدريجيًا. ظهرت أساليبٌ جديدةٌ مثل رينجا، أو الشعر المترابط، ومسرح النو بين عامة الشعب، بالإضافة إلى سيتسوا مثل ذا نيهون ريويكي الذي أُنشئ من قبل كاهنٍ بوذيٍّ للوعظ.[بحاجة لمصدر] جلب تطوّر الطرقات، برفقة اهتمام البشر المتزايد بالسفر والحجّ، زيادة الشعبية الكبيرة لأدب السفر منذ بداية القرن الثالث عشر وحتى القرن الرابع عشر. وتشمل الأمثلة الجديرة بالذكر عن مذكّرات السفر فوجي كيكو (1432) وتسوكوشي ميشيو نو كي (1480).

### أدب فترة إيدو (1603-1868)

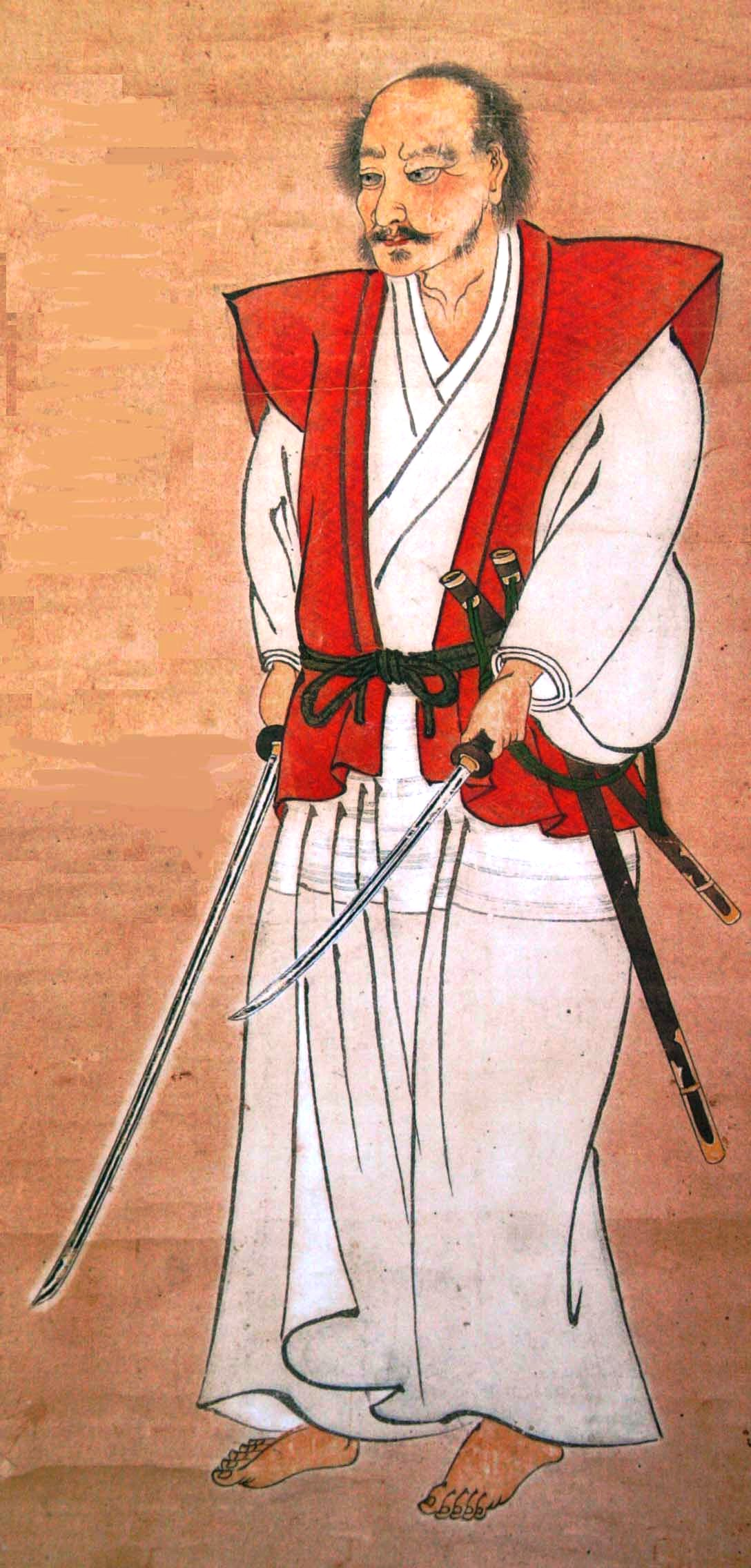
بورتريه رسمها الكاتب والمؤلف والمحارب والفنان مياموتو موساشي لنفسه (1584–1645)، وهو صاحب كتاب الحلقات الخمس (五輪書).

كُتب الأدب في هذه الفترة خلال فترة توكوغاوا التي شهدت سلمية كبيرة (يُشار إليها عادةً بفترة إيدو). يُرجع جزء كبير من ارتقاء الطبقات المتوسّطة والعاملة في العاصمة الجديدة إيدو (هي ذاتهاطوكيو الحديثة)، إلى أشكال الدراما الشعبية المتقدّمة والتي تطورت لاحقًا إلى الكابوكي. اشتُهر المسرحي لكابوكي وجوروري جيكماتسو مونزايمون (1653-1725) في نهاية القرن السابع عشر، ويُعرف أيضًا بشكسبير اليابان.
ظهرت العديد من أساليب الأدب لأوّل مرةٍ خلال فترة إيدو، ساعد على هذا ارتفاع معدّل القراءة والكتابة بين عدد السكان المتزايد في البلدة، بالإضافة إلى تطوّر الإعارة عن طريق المكاتب.
يُقال بأن إيهارا سايكاكو (1642-1693) منح ولادة الوعي المعاصر للرواية اليابانية، إذ خلط حوار اللغة العامية إلى حكاياته الفكاهية وذات المغزى والعبرة في بيوت المتعة، المدعوّة أسلوب يوكيوزوشي «عالم عائم». يُعتبر حياة رجل شهواني لإيهارا أول عملٍ من هذا الأسلوب. وبالرغم من أن أعمال إيهارا لم تحظَ باحترام كما الأدب الرفيع وذلك لأنها صوّبت بعد ذلك ونُشرت من قبل كونين، إلا أنهم حظوا بشعبية وكانوا المفتاح لتطّور ونشر يوكيوزوشي.
عُرف ماتسوو باشو (1644-1694) أنه البارع الأعظم في شعر الهايكو (سُمي حينها هوكو) تأثرت أشعاره بتجربته المباشرة للعالم من حوله، والتي توجز عادةً الشعور في المشهد ببضعة عناصر بسيطة. جعل عمل حياته تحويل هايكي إلى أسلوبٍ أدبيٍّ. بالنسبة لباشو، تضمّن هايكي عنده خليطًا من المزاح الهزلي والعمق الروحي، والتجربة الزاهدة، والإقحام في المجتمع البشري. بشكلٍ خاصّ، كتب باشو أوكو نو هوسوميشي والذي يعدّ عملًا رئيسيًا في أسلوب مذاكرت السفر واعتُبر «واحدًا من أهم النصوص في الأدب الياباني الكلاسيكي».
حظيت الشاعرة فوكودو تشيو ني (1703-1775) باهتمامٍ واسعٍ كواحدةٍ من أعظم شعراء شعر الهايكو. قبل تواجدها، رُفضت وتُجوهلت النساء حين نظمن أشعار هايكو. إلّا أن إخلاصها تجاه مهنتها لم يعبّد الطريق لها فقط بل أيضًا فتح الدرب لنساءٍ أخرياتٍ ليسروا على خطاها. تأثّر شعرها المبكّر بماتسو باشو، إلا أنها طوّرت لاحقًا نمطها الفريد كشكلٍ مستقلٍّ تبعًا لطريقتها. ومنذ مراهقتها، حظيت بشعبيةٍ في جميع أنحاء اليابان بسبب شعرها. تناول شعرها غالبًا الطبيعة، والعمل على وحدة الطبيعة مع الإنسانية إذ كانت حياتها حياة شعراء الهايكاي الذي جعلوا حياتهم والعالم الذي عاشوا فيه واحد بالنسبة لهم، وعاشت حياةً بسيطة ومتواضعة. استطاعت عمل علاقات من خلال دراستها المتأنية واليقظة للأشياء الفريدة حول عالمها البسيط وتدوينها.

## الشعر الياباني
- هايكو
- رنغا

## أدباء مشهورون

### الأدب القديم
- أوتومو نو ياكاموتشي (717–785)
- كاكينوموتو نو هيتومارو (717–785)

### الأدب الكلاسيكي
- سيه شوناغون (966 -؟؟10)
- موراساكي شيكيبو (973-1025)

### أدب العصور الوسطى
- يوشيدا كينكو (1283 - 1352)
- قصة الهائيكي (1371)

### الأدب المبكر الحديث
- إهارا سايكاكو (1642–1693)
- ماتسوو باشو (1644–1694)
- تشيكاماتسو مونزايمون (1653–1725)
- أويدا أكيناري (1734–1809)
- يوكوي يايو (1702–1783)
- سانتو كيودين (1761–1816)
- جيبينشا إيكو (1765–1831)
- كيوكوتيه باكين (1767–1848)
- ناكاني كوتيه (1839–1913)
- إيدو ميشو زوي (الرحلة، 1834)
- هوكويتسو سيبو (عمل الجغرافيا البشرية، 1837)

### العصر الحديث
- موري أوغاي (1862–1922)
- فوتاباتي شيمي (1864–1909)
- إيتو ساتشيو (1864–1913)
- أوزاكي كويو (1867–1903)
- كودا روهان (1867–1947)
- ناتسومي سوسيكي (1867–1916)
- ماساوكا شيكي (1867–1902)
- دوبو كونيكيدا (1871–1908)
- توسون شيمازاكي (1872–1943)
- كيوكا إيزومي (1873-1939)
- يوني نوغوتشي (1875-1947)
- تاكيو آريشيما (1878–1923)
- آكيكو يوسانو (1878–1942)
- كافو ناغاي (1879–1959)
- ناويا شيغا (1883–1971)
- كانسوكي ناكا (1885–1965)
- يايكو نوغامي (1885–1985)
- تاكوبوكو إيشيكاوا (1886–1912)
- جونيتشيرو تانيزاكي (1886-1965)
- كان كيكوتشي (1888–1948)
- هياكين أوتشيدا (1889–1971)
- ريونوسوكي آكوتاغاوا (1892–1927)
- إيدوجاوا رامبو (1894–1965)
- إيتشي يوشيكاوا (1892-1962)
- ميتسوهارو كانيكو (1895–1975)
- كينجي مايازاوا (1896–1933)
- تشيو أونو (1897–1996)
- دينجي كوروشيما (1898–1943)
- شيجيتشي تسوبوي (1898–1975)
- ماسوجي إيبوسي (1898–1993)
- جون ايشيكاوا (1899–1987)
- ياسوناري كواباتا (1899–1972)
- يوريكو ماياموتو (1899–1951)
- ساكاي تسوبوي (1900–1967)
- هيديو أوغوما (1901–1940)
- موروجيرو كاجيي (1901–1932)
- تاكاجي كوباياشي (1903–1933)
- فوميكو هاياشي (1903-1951)
- تاميكي هارا (1905-1951)
- تاتسوزو إيشيكاوا (1905–1985)
- فوميكو إينتشي (1905–1986)
- أنغو ساكاغوتشي (1906–1955)
- أوسامو دازاي (1909 - 1948)
- شوهي أوكا (1909–1988)
- ساكونوسوكي أودا (1913–1947)
- هارو أوميزاكي (1915-1965)
- أياكو ميورا (1922–1999)
- شوساكو إيندو (1923–1996)
- ريوتارو شيبا (1923–1996)
- كوبو آبي (1924–1993)
- تويوكو ياماساكي (1924–2013)
- يوكيو ميشيما (1925–1970)
- آكيوكي نوساكا (1930–)
- ساواكو اريوشي (1931–1984)
- هيساشي إينوي (1933–2010)
- كنزابورو أوي (1935–)
- ميتشيكو ياماموتو (1936–)
- كينجي ناكاجيما (1946–1992)
- هاروكي ماراكامي (1949–)
- ناتسو كيرينو (1951–)
- ريو موراكامي (1952–)
- بنانا يوشيموتو (1964–)

## وصلات خارجية
- مشروع نشر الأدب الياباني - وكالة الشؤون الثقافية اليابانية (بالإنجليزية)
- نصوص إلكترونية للأدب الياباني ما قبل الحديث - ساتوكو شيمازاكي (بالإنجليزية)
- مبادرة النصوص اليابانية - مركز النصوص الإلكترونية بمكتبة جامعة فيرجينيا (بالإنجليزية)